# مقاطعة هيمبهيل (تكساس)

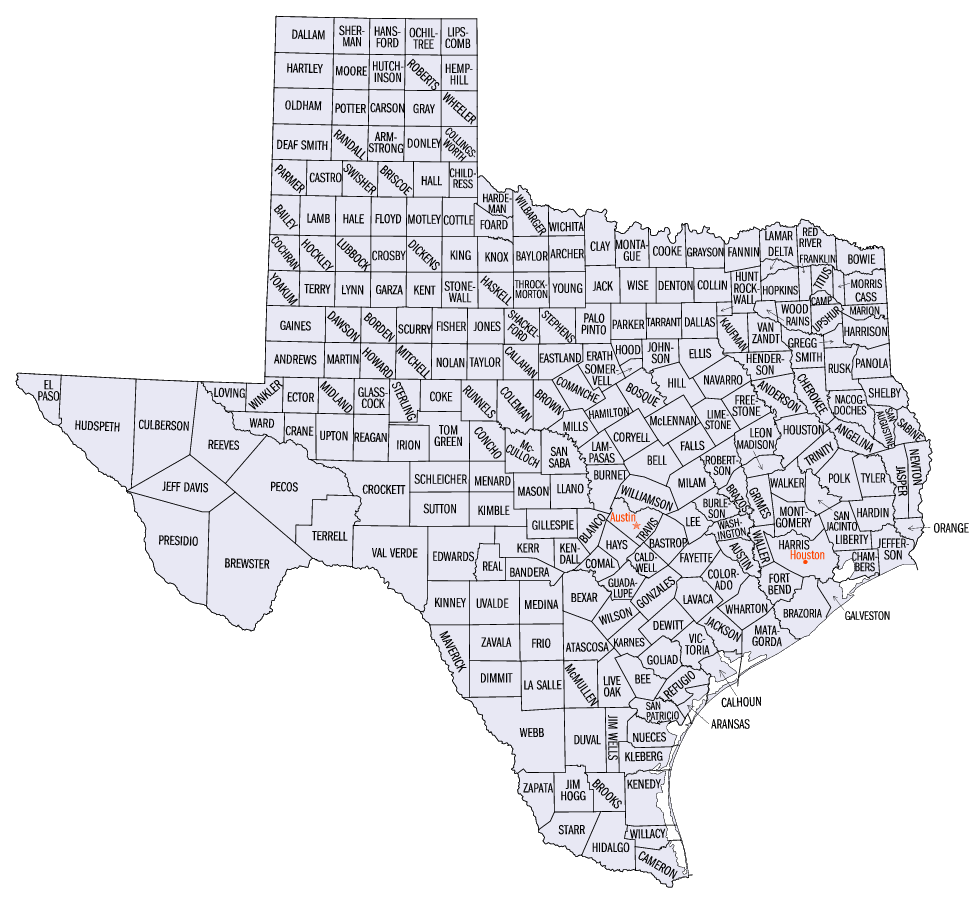
خارطة مقاطعات تكساس

مقاطعة هيمبهيل (بالإنجليزية: Hemphill  County)‏ هي إحدى مقاطعات ولاية تكساس، الولايات المتحدة الأمريكية. عدد سكانها هو 3807 حسب تعداد عام 2010، سميت تيمنا بجون هيمبهيل الذي كان رئيس المحكمة العليا في تكساس، وعضواً في مجلس الشيوخ في الكونغرس الأمريكي. هيمبهيل هي واحدة من ثلاثين مقاطعة في تكساس تحظر بيع الكحول. عاصمة المقاطعة هي مدينة كنيديان.